# Мадс Бедкер
Мадс Бедкер (дан. Mads Bødker; 31 серпня 1987, м. Копенгаген, Данія) — данський хокеїст, захисник.
Вихованець хокейної школи «Редовре Майті Буллс». Виступав за «Редовре Майті Буллз», «Регле» (Енгельгольм), ХК «Лександ», «Мальме Редгокс», «Южний Урал» (Орськ), ХК «Дюссельдорф», «Сеннер'юск».
У складі національної збірної Данії учасник чемпіонатів світу 2006, 2007, 2008, 2009, 2010, 2011, 2012, 2013 і 2015 (57 матчів, 3+2). У складі молодіжної збірної Данії учасник чемпіонатів світу 2005 (дивізіон I), 2006 (дивізіон I) і 2007 (дивізіон I). У складі юніорської збірної Данії учасник чемпіонатів світу 2004 і 2005.
Брат: Міккель Бедкер.
Досягнення
- Чемпіон Данії (2015)